# Chrysocraspeda sanguinea
Chrysocraspeda sanguinea là một loài bướm đêm trong họ Geometridae.